# 似口狸藻组
似口狸藻组（学名：Utricularia sect. Stomoisia）是狸藻屬下的一節。该節下的两个物种皆為小型至中型陆生食虫植物。其分布于北美洲、中美洲及南美洲。而圓葉狸藻（U. striatula）广布于整个旧大陆热带地区。1838年，康斯坦丁·萨米埃尔·拉菲内克在其分类处理中将该组作为一个独立的属进行了描述。1903年，奥托·孔策将其降为组。1989年，彼得·泰勒在狸藻属专著《狸藻属——分类学专著》中将另一个康斯坦丁·萨米埃尔·拉菲内克描述的另一个属（Personula）进行合并，形成了现在的似口狸藻组。但根据进一步的系统发生学数据，在恢复雙瓣狸藻亞屬（Bivalvaria）的同时，也将似口狸藻组置于其下。